# Dilatació del temps
La dilatació del temps és un fenomen observat per la teoria de la relativitat en el qual el temps mesurat per un observador en un sistema que està en moviment uniforme respecte a un altre, és més gran que el temps que mesura aquest sistema pels esdeveniments que hi ocorren. S'ha d'entendre aquest fenomen com una conseqüència real del principi d'invariància de la velocitat de la llum i no com un fenomen aparent.
L'interval de temps amidat per un observador per al qual els extrems de l'interval ocorren en el mateix punt espacial, s'anomena temps propi. Tot observador que estigui en moviment uniforme pel que fa a l'observador propi amidarà un interval de temps major per al mateix interval espaciotemporal. Dient t al temps propi, el temps amidat per l'observador en moviment a velocitat v serà:
{\displaystyle t'={\frac {t}{\sqrt {1-{\frac {v^{2}}{c^{2}}}}}}}
Si els intervals de temps són els tics d'un rellotge (per exemple, segons), l'observador en moviment en mesurar-los detecta que els tics duren més d'un segon; es diu aleshores que un rellotge en moviment endarrereix pel que fa a un rellotge estacionari, i aquesta diferència es pot calcular mitjançant l'equació següent:
{\displaystyle t={t'}{\sqrt {1-{\frac {v^{2}}{c^{2}}}}}}
en què {\displaystyle t'} és el temps amidat pel rellotge en moviment, {\displaystyle t} és el temps amidat pel rellotge estacionari i {\displaystyle v} és la velocitat a la qual es desplaça el rellotge en moviment.
Es pot observar que quan {\displaystyle v/c\ll 1} ambdós temps coincideixen com prediu la mecànica clàssica i que, quan {\displaystyle v/c\sim 1}, es té que {\displaystyle t\to 0}. És a dir, el rellotge en moviment s'atura.